# Edoardo Garzena
Edoardo Garzena, född 4 maj 1900 i Turin, död 26 maj 1984 i Turin, var en italiensk boxare.
Garzena blev olympisk bronsmedaljör i fjädervikt i boxning vid sommarspelen 1920 i Antwerpen.